# 寢台特急1/60秒障礙
《寢台特急1/60秒障礙》（日語：寝台特急「はやぶさ」1／60秒の壁）是日本推理作家島田莊司的推理小說，為其筆下的偵探吉敷竹史系列的小說。
小說曾經被改編為一集電視劇，2004年於TBS電視台首播。

## 書籍出版資訊
| 出版者       | 出版日期      | 媒介         | 頁數  | 書籍編碼           | 譯者   |
| ------------ | ------------- | ------------ | ----- | ------------------ | ------ |
| 光文社       | 1984年2月     | Kappa Novels | 234頁 | ISBN 9784334025366 |        |
| 光文社       | 1988年1月     | 光文社文庫   | 346頁 | ISBN 9784334706722 |        |
| 皇冠文化出版 | 2005年8月15日 | 平裝書       | 256頁 | ISBN 9789573321682 | 董炯明 |
| 新星出版社   | 2012年8月1日  | 平裝書       | 218頁 | ISBN 9787513307734 | 雲卿   |

## 故事概要
搜查一課接到命案通報，在世田谷區成城三段之二『綠色家園』公寓三Ｏ四室，年輕貌美的夜總會小姐九條千鶴子被發現死於浴室中，刑警吉敷竹史前往現場調查，發現死者整張臉皮被剝去，死狀非常悽慘。吉敷隨即開展調查死者的背景和人際關係，然而不久後有人聲稱在法醫推斷的千鶴子死亡時間之後，目擊到千鶴子出現在從東京出發的隼號列車上，還被拍下了照片......

## 登場人物

### 警察
吉敷 竹史（Yoshiki Takeshi）
東京搜查一課的刑警。

### 案件相關
九条 千鶴子（Kujou Chizuko）
被發現死在自家浴室裡，臉皮被剝去。
二十五歲，生前為銀座「銀馬車」的夜總會小姐。相貌非常漂亮，曾被數個男人包養。
死前曾準備乘坐藍色列車去九州旅行。奇怪的是在她死後，有人看到她出現在從東京開出的列車上。
染谷 辰郎（Sometani Tatsurou）
澀谷綜合病院院長。曾包養千鶴子。
染谷 萌子（Sometani Moeko）
染谷辰郎的妻子，辰郎是她父親招贅的夫婿。
長岡 七平（Nakaoka Nanahei）
在神田附近經營體育用品店的男人。聲稱在千鶴子死後在隼號藍色列車上見到她。
安田 常男（Yasuda Tsuneo）
作家，住在千鶴子家對面。通過望遠鏡發現死亡的千鶴子並報警。
小出 忠男（Koide Tadao）
在隼號列車上為千鶴子拍照的攝影師。
九条 淳子（Kujou Junko）
千鶴子同父異母的妹妹。
壇上 良江（Danjou Yoshie）
千鶴子的生母，和千鶴子的父親離異後獨居在北海道。

### 其他
中村 吉造（Nakamura Yoshizou）
曾在一課和吉敷共事的前輩刑警。
牛越 佐武郎（Ushikoshi Saburou）
札幌警局的警察，協助吉敷在北海道調查。

## 電視劇
從2004年12月6日開始於TBS播放的「周一推理劇場」電視劇。共包含了吉敷竹史系列小說中的四個故事，本小說是第一個單元故事。

### 主演

#### 警察
- 吉敷 竹史 - 鹿賀丈史

警視廳捜査一課三係主任刑警。
- 有賀 葉月 - 真中瞳

警視廳捜査一課三係刑警。
- 小谷 佑一 - 賀集利樹

警視廳捜査一課三係刑警。
- 畑山 岩男 - 山本龍二

警視廳捜査一課三係班長。
- 室井 - 阿南健治

警視廳捜査一課三係刑警。
- 齋藤 - 大川聖一郎

警視廳捜査一課三係刑警。
- 今村 - 吉滿涼太

警視廳捜査一課三係刑警。
- 川合 一郎 - 高橋長英

警視廳捜査一課課長。
- 中村 吉造 - 夏八木勳

警視廳捜査一課迷宮班班長。
- 船田 誠 - 小倉久寬

鑒識課係長。

#### 案件相關
- 染谷 達郎 - 山路和弘

涉谷綜合醫院院長。
- 壇上 淳子 - 今村惠子
- 九条 千鶴子 - 森洋子

夜總會小姐
- 九条 良江 - 風祭由紀
- 染谷 萌子 - 安奈淳
- 壇上 孝市 - 濱田晃

千鶴子的父親
- 壇上 喜代 - 酒井麻吏
- 安田 常男 - 稻川淳二

作家。
- 小出 忠男 - 坂本長利